# Manuel Hermenegildo Aguirre
Manuel Hermenegildo de Aguirre (Buenos Aires, 1786 - Buenos Aires, 1843) fue un abogado, comerciante y economista argentino, que participó en los primeros gobiernos de ese país. Ocupó el cargo de Ministro de Hacienda durante el gobierno de Bernardino Rivadavia.

## Biografía
Nació en la ciudad de Buenos Aires el 12 de abril de 1786, hijo de Agustín Casimiro de Aguirre y de María Josefa Lajarrota.

## Formación académica
Ingresó en 1797 al "Real Colegio de San Carlos", donde en tres años se matriculó de "gramático", siguiendo con lecciones de filosofía y teología. Viajó luego a España, y se encontraba de regreso en Buenos Aires a comienzos de 1810, donde se vinculó a algunos grupos activos en el movimiento revolucionario de mayo. Se hizo también oficial del Regimiento de Patricios, donde su hermano era Capitán.

## Trayectoria política
Participó en el cabildo abierto del 22 de mayo de 1810 y apoyó la Revolución de Mayo. 
A raíz de esta revolución se formó una junta de gobierno que derrocó al virrey español Baltasar Hidalgo de Cisneros y derivó en la guerra que llevó a la independencia de las Provincias Unidas del Río de la Plata. el Cabildo de Buenos Aires de pasó a ejercer funciones meramente municipales, ya que las de otro orden fueron ejercidas por la Junta gubernativa. La Junta buscó igualmente garantizar su lealtad, de manera similar a lo que hizo con otras instancias como la Audiencia, por lo que el 3 de octubre de 1810 se eligió un nuevos cabildo integrado por Domingo Igarzábal como alcalde de primer voto, Atanasio Gutiérrez (Alcalde del cuartel N° 4) como alcalde de segundo voto y los Regidores Manuel Hermenegildo Aguirre (Alférez Real), Francisco Hermógenes Ramos Mejía (Defensor de Menores), Ildefonso Passo (Defensor de Pobres), Eugenio Balvastro, Juan Pedro Aguirre, Pedro Capdevila, Martín Grandoli y Juan Francisco Seguí, actuando como síndico procurador general Miguel Mariano de Villegas.
Se identificó con la Logia Lautaro y fue diputado a la Asamblea del Año XIII por Buenos Aires. Apoyó el gobierno de Carlos María de Alvear, y tras ser este derrocado fue obligado a emigrar a Montevideo.
Regresó en 1817 a Buenos Aires y se unió al grupo de Pueyrredón y Tagle.
En 1818 fue enviado a Washington a conseguir naves de guerra para la campaña de San Martín al Perú, además de conseguir el reconocimiento de la Independencia Argentina y Chile por parte de los Estados Unidos. Logró además conseguir algunas naves, pertrechos, municiones y el reclutamiento de algunos capitanes para la Escuadra Libertadora.
Durante la crisis del año 20 fue elegido diputado provincial, del partido "ministerial", luego unitario.
Fue ministro de hacienda del presidente Bernardino Rivadavia y presidente del Banco Nacional.
Perdió su cargo a la caída de Rivadavia. Durante un tiempo se refugió en Montevideo. De regreso, prestó un tibio apoyo a la revolución de Juan Lavalle en 1828; se distanció de él después de su derrota en la batalla de Puente de Márquez.
Se unió más tarde al federal dirigido por Juan Manuel de Rosas, y fue nuevamente diputado y ministro de hacienda con el gobernador Balcarce. Su gran fortuna inicial fue perdiendo importancia en su vejez, ya que no logró transformarse de comerciante en ganadero.

## Fallecimiento
Murió en Buenos Aires el 22 de diciembre de 1843.